# Коломбіна

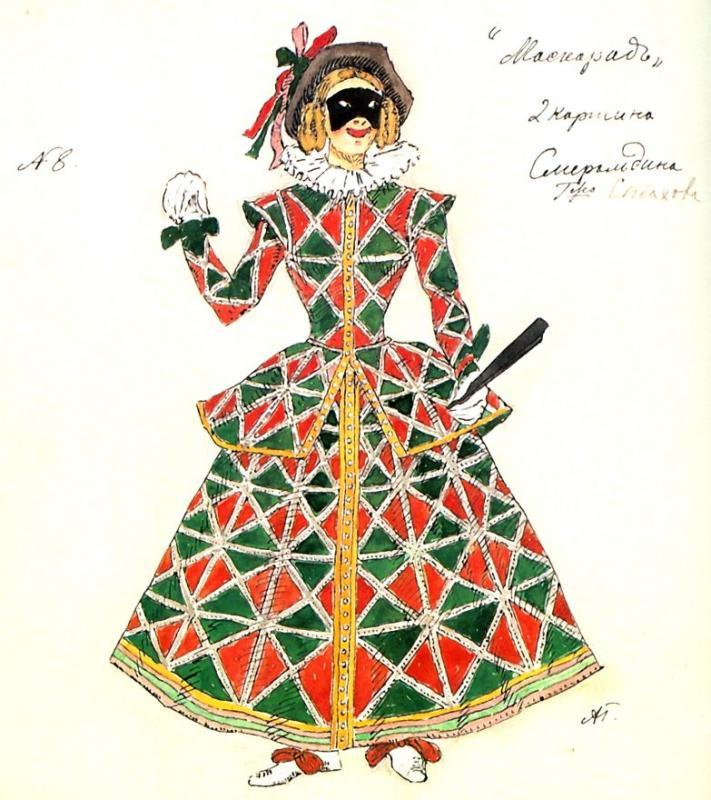
Головін Олександр Якович. Костюм Коломбіни для вистави «Маскарад», 1917 р.

Коломбі́на (італ. colombina, досл. «голубка») — один з постійних персонажів італійської комедій масок 16—17 століть; спочатку — весела спритна служниця, пізніше — елегантна дотепна субретка, активна учасниця розвитку інтриги п'єси.

## Еволюція театрального персонажа
За походженням Коломбіна — сільська дівчина, що потрапила у місто, де почуває себе ніяково. Вона приваблива і часто перебуває у доброму гуморі, чим приховує свою ніяковість. За сюжетами вистав — це служниця або при Докторі, або при Панталоне, других популярних персонажах комедії дель арте.
Імпровізаційний характер вистав комедії дель арте та бажання театралізації сприяли постійним змінам як імен Коломбіни. так і її костюмів. Серед імен персонажа — Смеральдина, Франческіна, Мірандоліна, Фантеска, Серветта, хоча мають на увазі все ту ж Коломбіну. Жіночий костюм в театрі дозволяв будь-які перебільшення чи пишність. Коломбіні надавали пишний одяг, що не дуже відповідав її сільському походженню. Був період, коли театральний образ наблизився до Арлекіна і її костюм мав яскраві заплати, як і костюм Арлекіна. Згодом у періоди захоплення французьким балетом костюм Коломбіни почав нагадувати костюм звичної балерини, а її рухи в пантомімах ставали дедалі більше балетними.
Серед залицяльників Коломбіни — традиційні маски П'єро та Арлекін, іноді вони непримиренні суперники.

## Обрані твори в мистецтві (галерея)

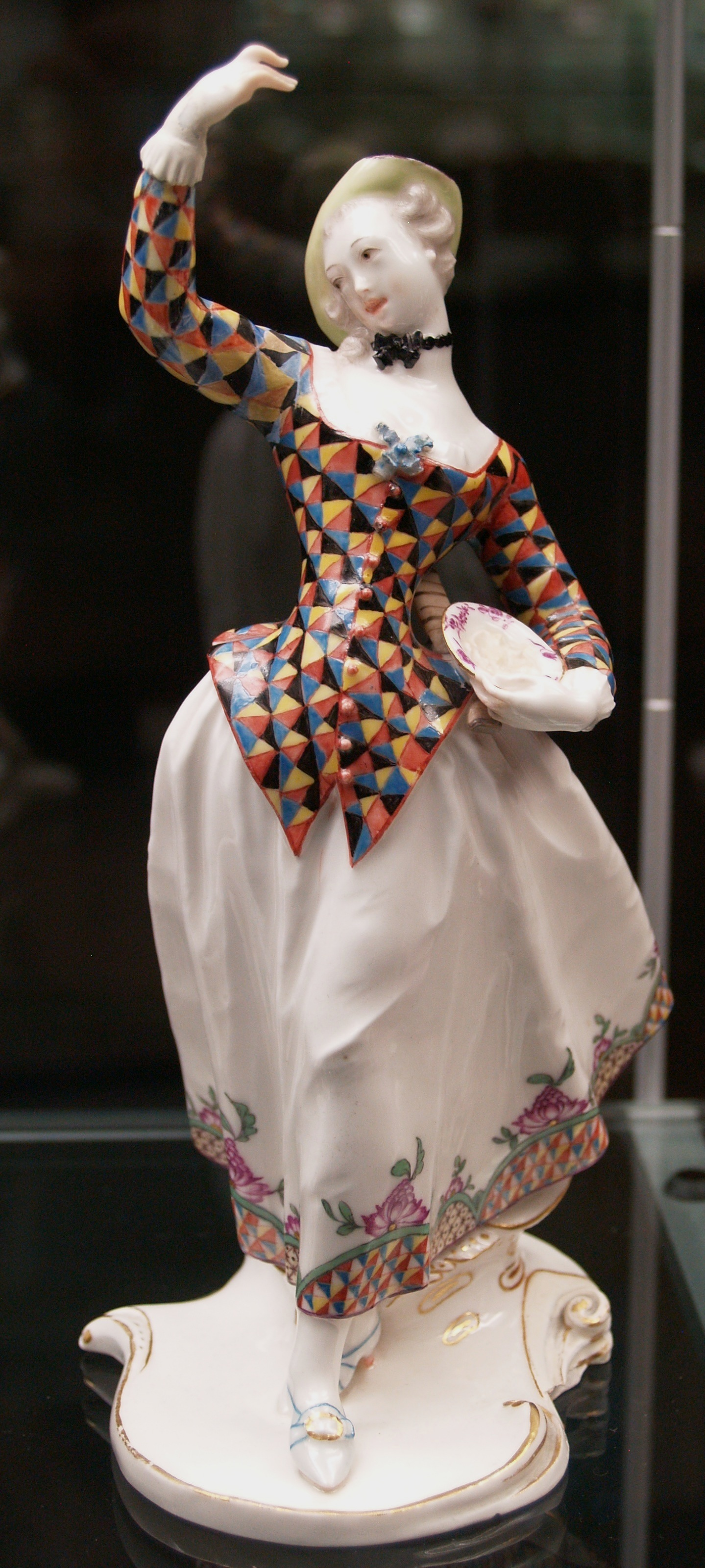
Ск. Франц Антон Бустеллі. «Коломбіна», порцеляна, 1-а пол. 18 ст.
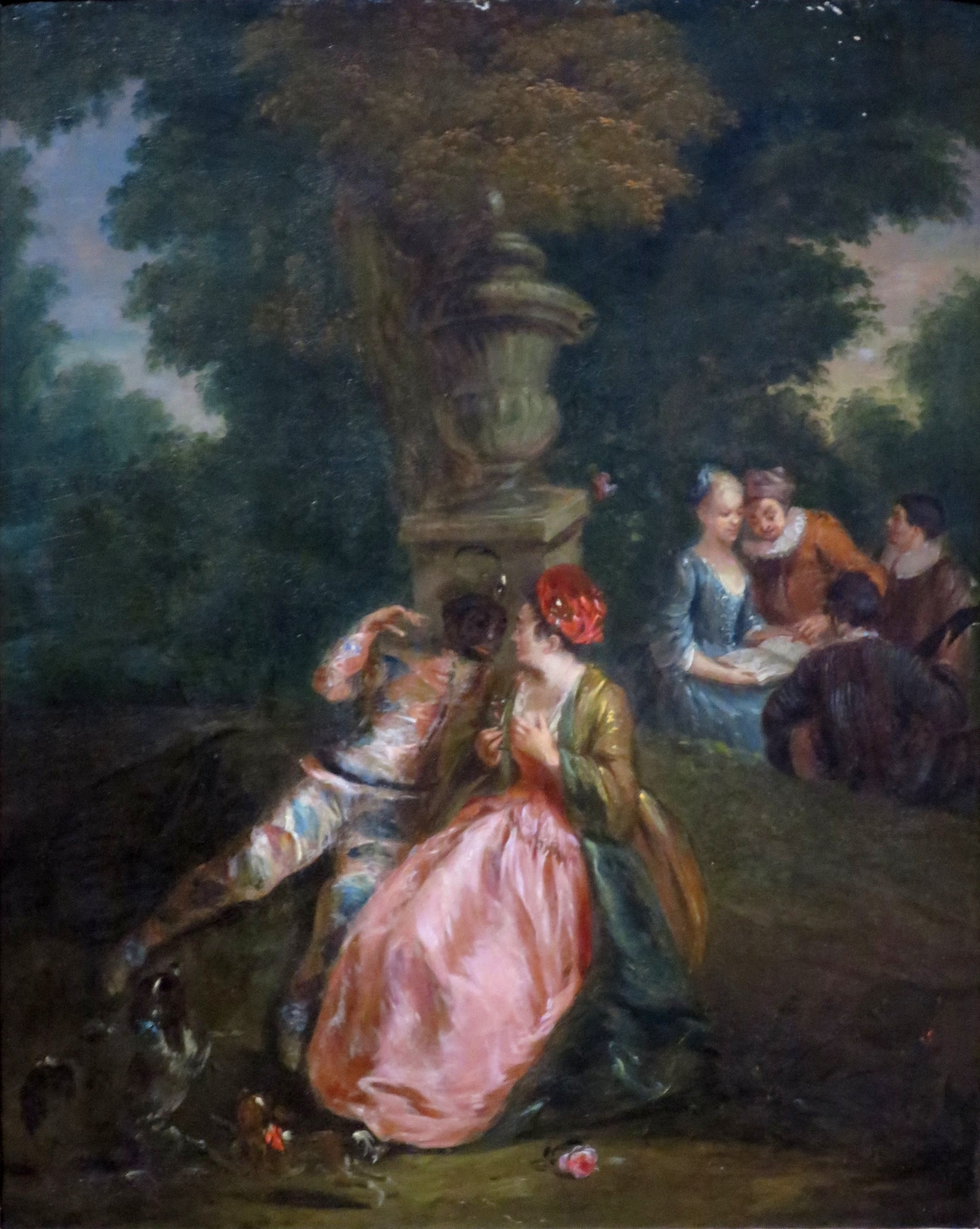
Жан-Батіст Патер. «Арлекін і Коломбіна в парку», до 1736 р.
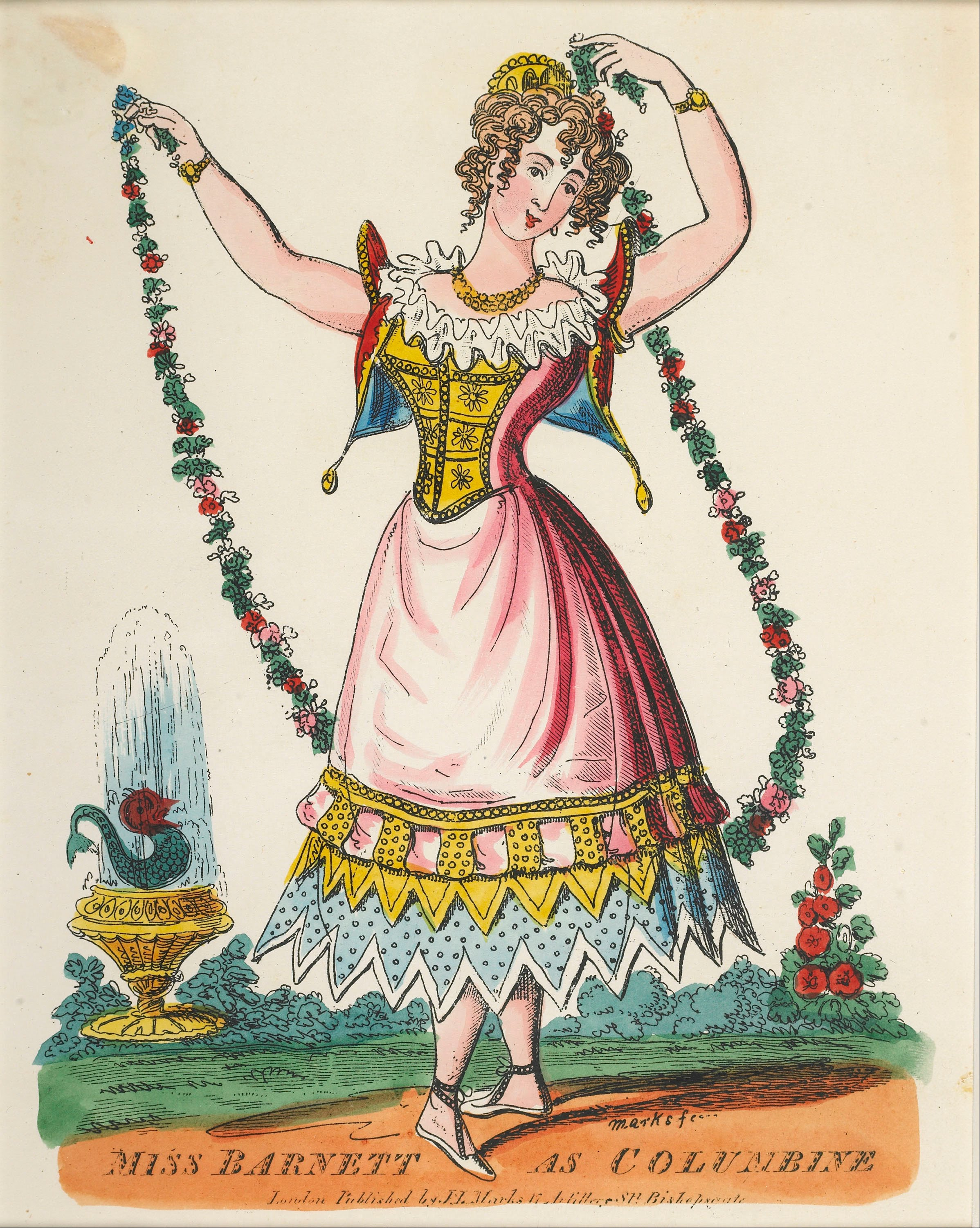
Місс Барнетт як Коломбіна. Британський пізній класицизм, до 1839 р.
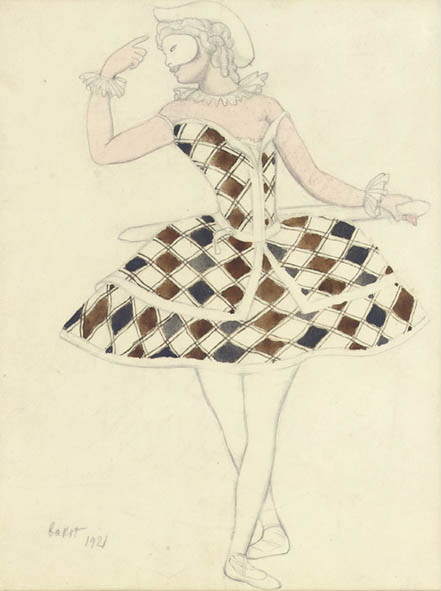
Леон Бакст. Костюм Коломбіни для вистави «Спляча красуня», 1921 р.
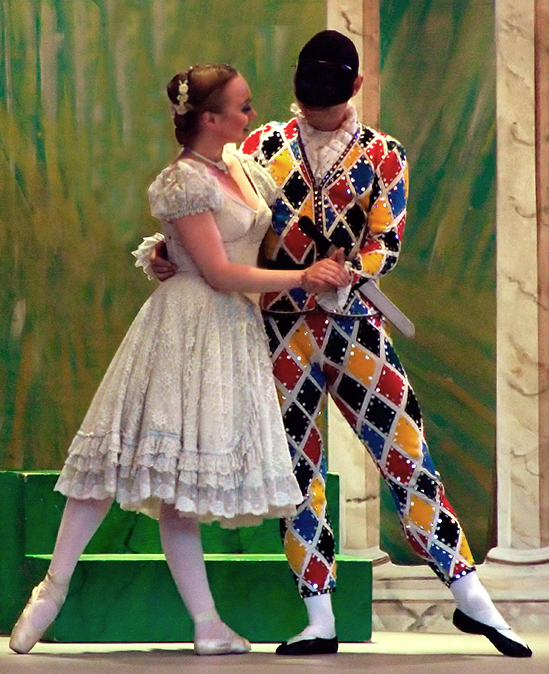
Арлекін і Коломбіна. Театр пантоміми, Тіволі. Німеччина. Фото 2005 р.